# Бордальба
Бордальба (ісп. Bordalba) — муніципалітет в Іспанії, у складі автономної спільноти Арагон, у провінції Сарагоса. Населення — 74 особи (2010).
Муніципалітет розташований на відстані близько 180 км на північний схід від Мадрида, 100 км на захід від Сарагоси.

## Демографія
Динаміка населення (INE ):